# Electric Trains
Electric Trains is een nummer van de Britse band Squeeze uit 1995. Het is de tweede single van hun elfde studioalbum Ridiculous.
De singleversie verschilt aanzienlijk van albumversie, aangezien op de singleversie de meeste vocalen van Chris Difford zijn gewist en vervangen door nieuwe vocalen van Glenn Tilbrook. "Electric Trains" leverde Squeeze een klein hitje op in hun thuisland het Verenigd Koninkrijk, waar het de 44e positie bereikte.

## Tracklijst

### CD #1
1. "Electric Trains" (4:04)
2. "Some Fantastic Place" (4:29)
3. "It's Over" (3:45)
4. "Hourglass" (3:16)

### CD #2
1. "Electric Trains" (4:04)
2. "Crackerjack" (3:15)
3. "Fighting for Peace" (3:15)
4. "Cold Shoulder (live)" (5:37)